# Walther Model

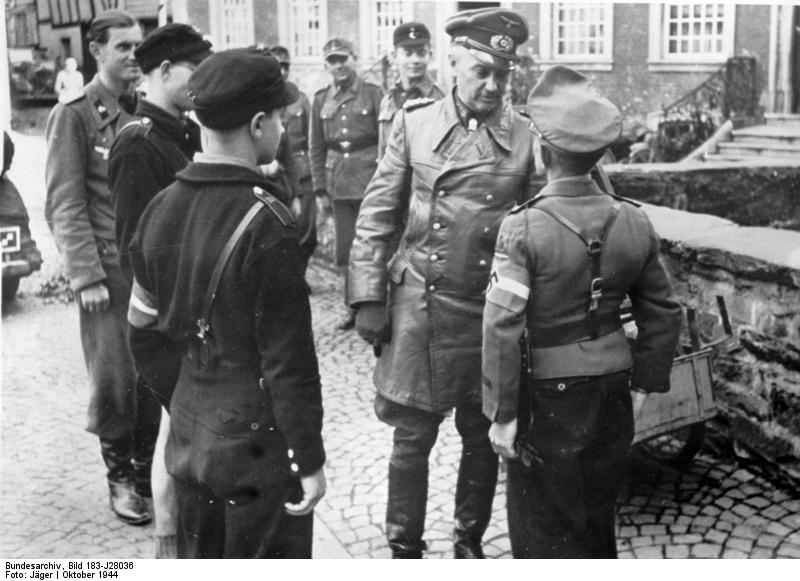
Walther Model podczas rozmowy z członkami Hitlerjugend

Walter Model, właściwie Otto Moritz Walter Model (ur. 24 stycznia 1891 w Genthin, zm. 21 kwietnia 1945 w Lintorf) – niemiecki wojskowy, feldmarszałek, dowódca grup armii „Północ”, „Północna Ukraina”, „Środek” i „B”, pełniący obowiązki naczelnego dowódcy wojsk niemieckich na Zachodzie (1944). Jego kariera nabrała rozpędu w 1942 roku, gdy dał się poznać jako agresywny dowódca pancerny, prędko awansował i stał się jednym z najważniejszych oficerów frontu wschodniego. Zyskawszy uznanie Hitlera, był przydzielany do szczególnie trudnych zadań, przez co nazywano go Strażakiem Hitlera. Przerzucony na front zachodni w 1944 roku, ostatecznie zasłynął jako ekspert w dziedzinie obrony i improwizacji. Wzięty w kocioł pod koniec wojny popełnił samobójstwo. Uczestnik I i II wojny światowej oraz powstania w Ruhrze.

## Okres do wybuchu II wojny światowej
Ojciec Walthera Modela początkowo był nauczycielem w szkole dla dziewcząt, a następnie pracował jako dyrektor w szkole muzycznej, a jego matką była Marie (z domu Demmer).
Po zdaniu matury i ukończeniu szkoły w Naumburg nad rzeką Saale (Soława), Walther rozpoczął karierę wojskową w roku 1908 jako Fahnenjunker w 52. Pułku Piechoty w Chociebużu. W lutym 1908 roku, już w stopniu Fähnrich, wstąpił (wraz z Hansem-Valetinem Hube do szkoły wojskowej w Nysie (ówczesne Neisse). 22 sierpnia 1910 roku został promowany do stopnia podporucznika (Leutnant) w 11 Kompanii 1. Batalionu 52. Pułku Piechoty w Krośnie Odrzańskim (ówczesne Crossen an der Oder), wchodzącego w skład 10 Brygady Piechoty 5 Dywizji Piechoty III (Brandenburskiego) Korpusu Piechoty.
Wraz z wybuchem I wojny światowej w 1914 roku został mianowany adiutantem w tym batalionie, zaś pod koniec tego roku adiutantem pułku. 25 lutego 1915 awansował do stopnia porucznika (Oberleutnant). Latem 1915 ranny w czasie walk pod Arras – kula trafiła go w obojczyk i przeszła przez szyję. W październiku tego roku w czasie walk w Szampanii odznaczony Krzyżem Żelaznym I Klasy.
Brał udział w początkowej fazie bitwy pod Verdun. Następnie został skierowany na ośmiomiesięczny kurs dla oficerów Sztabu Generalnego, po ukończeniu którego wrócił na front do swojej macierzystej dywizji jako adiutant 10 Brygady Piechoty, a następnie dowódca kompanii 52. Pułku Piechoty. Następnie został dowódcą kompanii w 8. Pułku Grenadierów, przez krótki czas pełniąc obowiązki dowódcy batalionu.
Jeszcze w roku 1917 został odkomenderowany do Oberste Heeresleitung. Tam jako szef służby uzbrojenia 18 listopada 1917 otrzymał stopień kapitana. Na początku 1918 roku Model został skierowany do Dywizji Zapasowej Gwardii generała Maximiliana von Prosecka, gdzie 10 marca został szefem służby zaopatrzenia (IIb). 30 sierpnia 1918 przeniesiony do 36 Dywizji Rezerwowej. Po podpisaniu dnia 11.11.1918 r. przez Niemcy kapitulacji, Model zorganizował ewakuację tej dywizji do bazy demobilizacyjnej w Gdańsku.
Po zakończeniu wojny, od stycznia do czerwca 1919 Model pozostał jako adiutant dowództwa w XVII Korpusie Armijnym w Gdańsku. W lipcu 1919 roku został przydzielony do 7 Brygady Reichswehry stacjonującej w Westfalii, a od początku 1920 r. do 14. Pułku Piechoty w Konstancji, w którym pełnił funkcję dowódcy kompanii 2 Batalionu Piechoty i z którym brał udział w zdławieniu powstania Rote Ruhr Armee w Zagłębiu Ruhry. Pomimo zakazów Traktatu Wersalskiego był odpowiedzialny za werbowanie ochotników przybywających z terenów Kurlandii. W tym też czasie poznał swoją żonę – Hertę Huyssen, która urodziła mu trójkę dzieci: Christę, Hellę i Hansa-Georga.
1 października 1920 roku został przeniesiony do kompanii liniowej w 18. Pułku Piechoty w Monachium, gdzie po kilku miesiącach został dowódcą kompanii karabinów maszynowych. Prędko jednak wrócił do pracy sztabowej pod rozkazami dowódcy artylerii 6 Dywizji Piechoty. 1 października 1925 roku Model został skierowany do 8. Pułku Piechoty 3 Dywizji Piechoty, stacjonującego w Görlitz, w którym objął obowiązki dowódcy 9 Kompanii 3 Batalionu. Służył tu do 30 września 1928, po czym oddelegowano go na stanowisko nauczyciela taktyki i historii wojen do 3 Dywizji Piechoty podpułkownika Reinhardta, a w 1930 do Wydziału T-4 (wyszkolenia) Urzędu Wojskowego (Truppenamtu). W roku 1929 awansował do stopnia majora, a 1 listopada 1932 roku do stopnia podpułkownika (Oberstleutnanta). W listopadzie tego roku został dowódcą batalionu 2. Pułku Piechoty w Olsztynie.
Kolejne szczeble kariery wojskowej przychodziły równie szybko – 1 października 1934 roku Model był już pułkownikiem, a 1 listopada tego samego roku został dowódcą 2. Pułku Piechoty 1 Dywizji Piechoty w Olsztynie. 15 października 1935 roku objął kierownictwo wydziału technicznego w Sztabie Generalnym Wojsk Lądowych. Ze względu na swój entuzjazm do nowinek technicznych, zyskał wśród kolegów przydomek Armee Modernissimus. Trzy lata później, 1 marca 1938 roku, otrzymał stopień generała majora (najniższy stopień generalski Wehrmachtu), a 10 listopada 1938 został szefem sztabu IV Korpusu Armijnego w Dreźnie.

## Lata 1939–1941

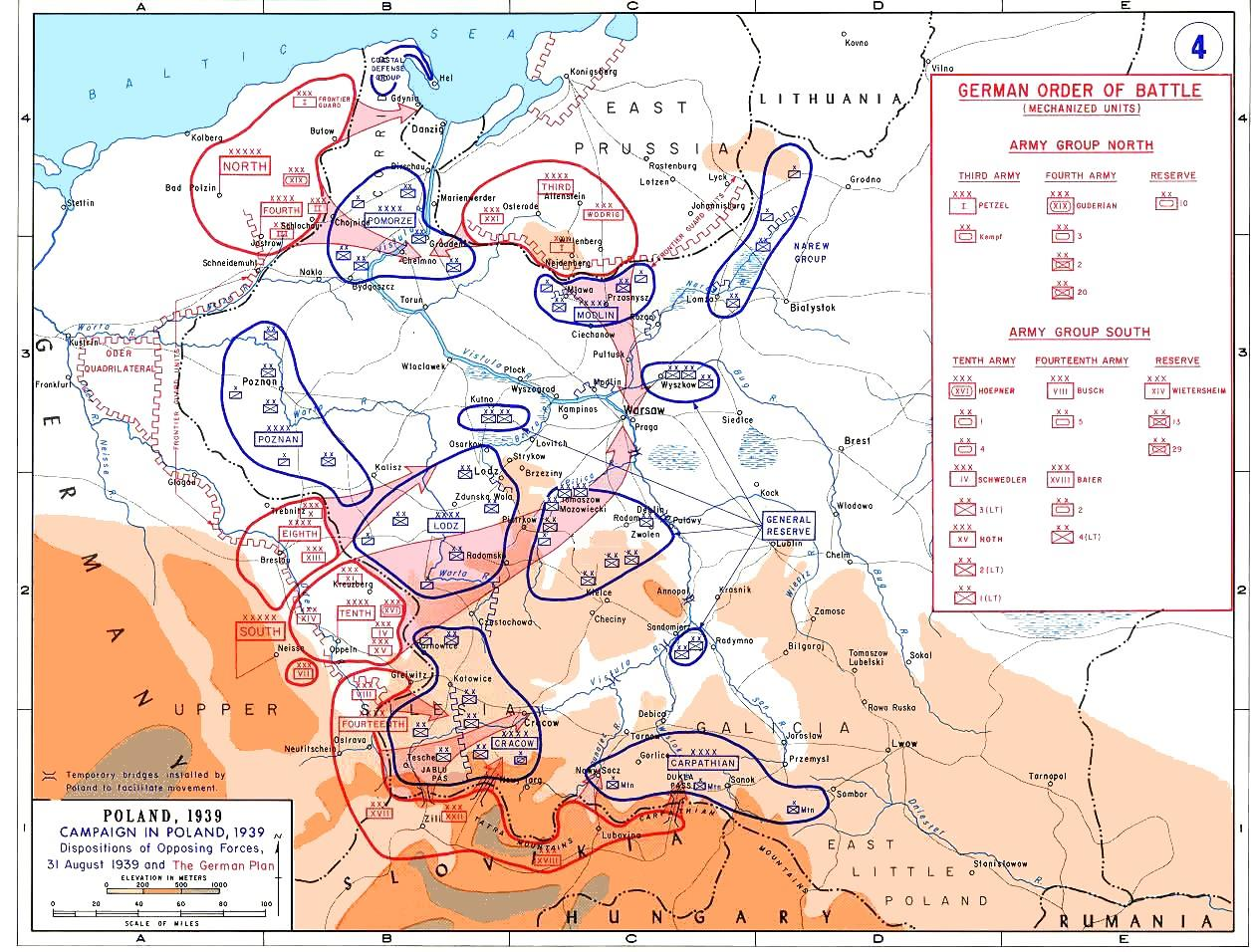
Niemieckie plany ataku na Polskę

Podczas kampanii wrześniowej był szefem sztabu IV Korpusu Armijnego. W październiku 1939 został szefem sztabu 16 Armii późniejszego feldmarszałka Ernsta Buscha. Funkcję tę pełnił w czasie najazdu na Francję, Belgię, Holandię i Luksemburg. Latem 1940 uczestniczył w planowaniu inwazji na Wielką Brytanię (operacja Lew Morski). W XI 1940 został dowódcą 3 Dywizji Pancernej. Wcześniej, 1 kwietnia 1940 r. Model został awansowany do stopnia generała porucznika.

## Front wschodni

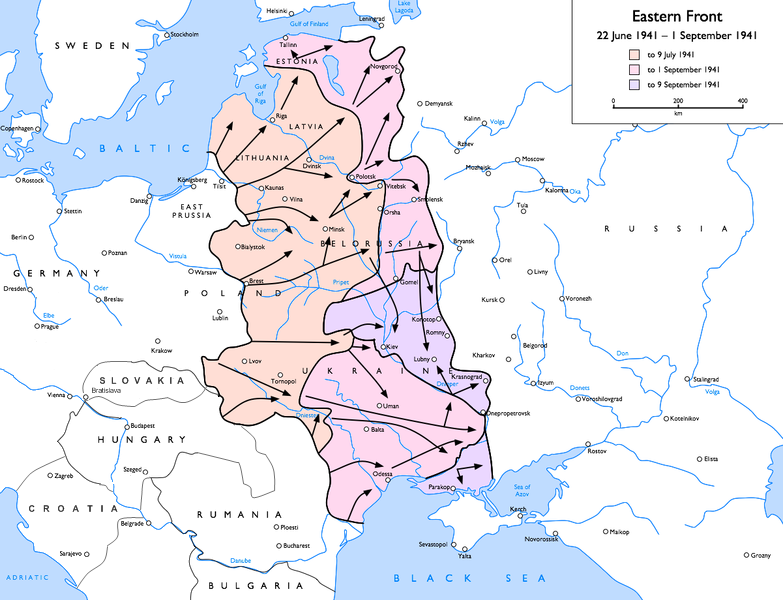
Działania na froncie wschodnim od czerwca do września 1941

Podczas operacji Barbarossa dowodził 3 Dywizją Pancerną, a następnie XLI Korpusem Armijnym i 9 Armią.
22.06.1941 – a więc pierwszego dnia walki – 3 Dywizja Pancerna Modela atakując od strony Brześcia odniosła wielki sukces docierając na odległość 65 km od podstaw wyjściowych. Następnie wzięła udział w walkach o Białystok i Mińsk, w zdobyciu Smoleńska oraz w wielkiej bitwie okrążeniowej pod Kijowem. 25 sierpnia, podczas ataku na Nowogród Siewierski w celu zdobycia mostów na Desnie, został ranny odłamkiem w rękę; ponownie ranny został 2 września. 14 września to właśnie jego oddziały zamknęły pod Kijowem pierścień okrążenia, biorąc następnie do niewoli sztab 5 Armii radzieckiej z generałem majorem Michaiłem Potapowem. Po zlikwidowaniu kotła kijowskiego dywizję skierowano do bitwy o Moskwę.
26 października 1941 roku został mianowany dowódcą XLI Korpusu Pancernego. Wkrótce potem mianowano go (z mocą wsteczną od 1.10.1941) generałem wojsk pancernych, a 31 stycznia 1942 roku Hitler i Halder wezwali go do Prus Wschodnich, gdzie miał otrzymać liście dębowe do Krzyża Rycerskiego i awans na generała pułkownika. Od 1941 roku znał się z Guderianem, który 28 lipca 1941 odznaczył go Krzyżem Rycerskim, przyznanym 9 lipca za ekspresowe osiągnięcie Dniepru, a po latach wyraził się o nim w następujących słowach:

Odważny, niestrudzony żołnierz, który znał front, gardząc śmiercią osobiście brał udział w walkach i dlatego cieszył się zaufaniem swych żołnierzy.

Walther Model był twórcą strategii określanej mianem „Ślimaczej ofensywy” lub „Młockarni”.

### Bitwa o Moskwę
Gdy niemieckie wojska zbliżyły się na 18 km od Moskwy, silne rezerwy Armii Czerwonej z 22, 29 i 39 Armii połączone ze zrzutem spadochroniarzy pod Wiaźmą oraz działaniami partyzantów rozerwały skrzydła atakujących wojsk. 9 Armia niemiecka nie była w stanie wytrzymać naporu wroga. Po zaciętych walkach udało się Armii Czerwonej zbliżyć na ok. 30 km od południowej części frontu. Olbrzymi kocioł groził dwóm niemieckim armiom: 4 i 9. Generał Model, który właśnie dowodził 9 Armią, postanowił jak najszybciej przeciwdziałać tej sytuacji, gdyż żołnierze Armii Czerwonej ostrzeliwali linie dostawcze Niemców. Zwołane naprędce rezerwy (przeważnie z żołnierzy drugiego rzutu) nie posiadały doświadczenia, aby przeprowadzić ofensywę. Również zaopatrzenie nie było najlepsze. Brakowało czołgów, paliwa i amunicji. Temperatury sięgały –52 °C.
W tej sytuacji Niemcy rozpoczęli działania zaczepne w celu rozszerzenia gardła „Kotła”. Ten rozległy front można było kontrolować tylko przy pomocy punktów obrony, najczęściej opartych na osadach i wioskach. Pomysł był prosty do wykonania po odpowiednim rozpoznaniu wroga. Resztki doświadczonych w boju żołnierzy atakowały przeciwnika w najmniej spodziewanym momencie i miejscu. Na ich miejsce stawiano do obrony grupy żołnierzy z drugiego rzutu. Po zajęciu mniejszych stanowisk na lewo i prawo od głównej, silnie bronionej placówki rozpoczęto oblężenie. Żołnierze Armii Czerwonej ze względu na zły stan zaopatrzenia byli zmuszeni do wycofania albo poddania się. 16 stycznia 1942 r. Model został mianowany Głównodowodzącym 9 Armii. Jego szefem sztabu został generał Hans Krebs. Pod koniec lipca 1942 Walther Model przebywał na urlopie zdrowotnym po tym, jak kilka tygodni wcześniej, kiedy przelatywał nad frontem, raniła go radziecka kula.
W okresie od 24 listopada do 16 grudnia 1942, czyli w trakcie trwania radzieckiej operacji Mars (7 armii, 2352 czołgi, ponad 10 tysięcy dział), Model, mając do dyspozycji 14 dywizji piechoty, 2 dywizje pancerne, 2 zmotoryzowane oraz 1 dywizję kawalerii SS (90 tysięcy żołnierzy, do 200 czołgów oraz 1800 dział), zadał wojskom Żukowa ciężkie straty, szacowane na 335 tysięcy żołnierzy oraz ponad 1600 czołgów, po czym, w lutym 1943, przeprowadził ewakuację zaciekle dotąd bronionego występu rżewskiego. Pomimo udanych działań obronnych ciężkie straty poniosła również 9 Armia, tracąc od 30 lipca do 24 grudnia 1942 ponad 100 tysięcy żołnierzy.
Wiosną 1943 w czasie urlopu Mansteina Model sprawował czasowo dowództwo Grupy Armii Południe, jego samego natomiast na stanowisku dowódcy 9 Armii zastąpił generał piechoty Walther Weiss.
Jako głównodowodzący 9 Armią Model spełniał jedną z najważniejszych funkcji w trzeciej (i ostatniej) letniej ofensywie w Związku Radzieckim, która zaczęła się 5 lipca 1943 r.

### Bitwa pod Kurskiem

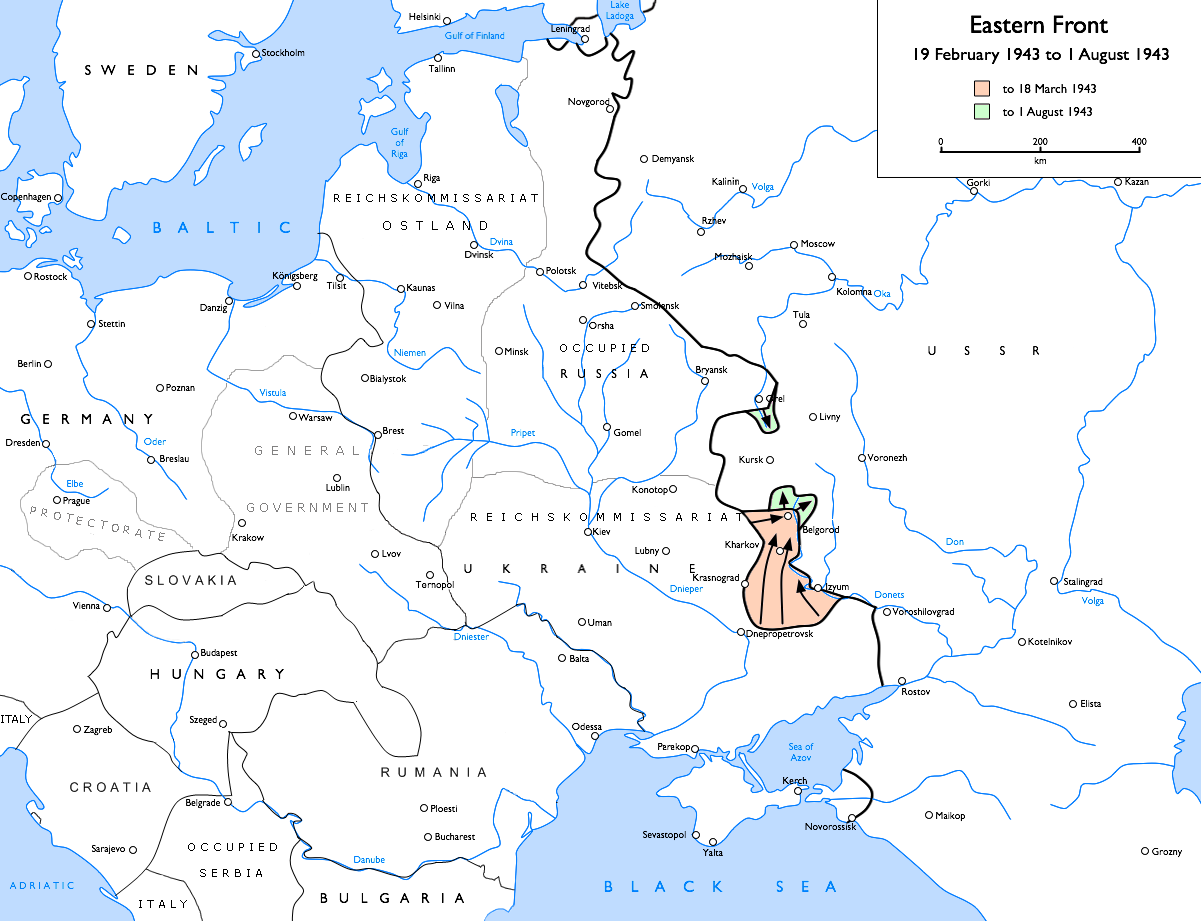
Front wschodni od lutego do sierpnia 1943

Wiosną 1943 roku wojska radzieckie utrzymywały na zachód od Kurska rozległy obszar frontu o powierzchni ok. dwudziestu dwóch tysięcy kilometrów kwadratowych. Występ ten, który nazwano z czasem łukiem kurskim, obejmowały z obu stron siły niemieckie; w rękach Niemców pozostawały też dwa miasta leżące prawie na tym samym południku co Kursk, a mianowicie Orzeł na północy i Biełgorod na południu. Dzieliła je odległość do dwustu kilometrów, podczas gdy rubieże radzieckie leżały do stu kilometrów na zachód od linii prostej poprowadzonej między Orłem i Biełgorodem. Zamysłem dowództwa niemieckiego było uderzenie z obu krańców skrzydeł, od Orła i Biełgorodu, i zniszczenie sił radzieckich znajdujących się na terenie występu. Sam Hitler ocenił, że Łuk Kurski będzie idealnym odcinkiem dla przeprowadzenia skrzydłowych uderzeń, celem rozbicia znajdujących się tam przynajmniej pięciu radzieckich armii, w tym dwóch pancernych.
Dla przeprowadzenia takiej operacji Niemcy musieli skoncentrować potężne siły – głównie pancerne, które miały decydować o sukcesie. Na zamierzone odcinki przełamania wprowadzono oprócz 9 Armii Modela 4 Armię Pancerną generała Hermanna Hotha oraz 2 Armię Pancerną generała Schmidta.
Celem natarcia miało być okrążenie wojsk radzieckich w rejonie Kurska i zniszczenie ich, a następnie – zajęcie skróconego frontu na rubieży: Nieżega, Korocza, Skorodnoje, Tim, na wschód od Szczigr i rzeki Sosny. Zgrupowanie uderzeniowe Grupy Armii „Południe” miało przerwać front z rubieży: Biełgorod, Tomarówka w kierunku na Prilepy, Obojań, by w rejonie Kurska i na wschód od niego połączyć się z wojskami Grupy Armii „Środek”. Zgrupowanie to miało być osłonięte ze wschodu przez Grupę Operacyjną „Kempf”. Siły wydzielone przez Grupę Armii „Środek” miały uderzyć z rubieży: rzeka Trosna, Małoarchangielsk i przerwać front na odcinku Fatież, Wierietinowo.
Narada, pod przewodnictwem Hitlera, odbyła się w dniach 3 i 4 maja 1943 roku w Monachium. Tematem odpraw, w których wzięli udział: OKW, szef Sztabu Generalnego Wojsk Lądowych generał Kurt Zeitzler, dowódca Grupy Armii „Południe” Erich von Manstein, dowódca Grupy Armii „Środek” Kluge, dowódca 9 Armii Model, minister Albert Speer i inni, była, już po raz kolejny, kwestia: czy grupy armii frontu wschodniego „Południe” i „Środek” powinny w lecie 1943 roku przejść do działań zaczepnych. Pytanie to wyłoniło się w wyniku propozycji szefa Sztabu Generalnego, generała Zeitzlera, aby przez dwustronne oskrzydlenie pozycji nieprzyjacielskich pod Kurskiem zniszczyć pewną liczbę radzieckich dywizji, a zadawszy ten cios tak dalece osłabić siłę zaczepną armii wroga, by dla dowództwa niemieckiego powstały korzystniejsze warunki do kontynuowania działań wojennych na Wschodzie. Przeciw propozycji generała Zeitzlera wystąpił dowódca 9 Armii, generał Model. Dowodził on, na podstawie danych rozpoznania, a przede wszystkim zdjęć lotniczych, że właśnie na odcinkach, gdzie obie grupy armii miały uderzyć, żołnierze Armii Czerwonej przygotowali głęboko urzutowaną i dobrze zorganizowaną obronę, wzmocnioną przez artylerię i środki przeciwpancerne. Generał wyciągnął z tego słuszny wniosek, że przeciwnik liczy się z niemieckim natarciem. Zdanie Modela zostało poparte przez generała Guderiana i feldmarszałka Klugego. Pomimo tego Hitler zadecydował o uderzeniu.
Już po II wojnie światowej szef wydziału operacyjnego Grupy Armii „Środek” płk Peter von der Groeben dowodził, że zarówno Model, jak i feldmarszałkowie Günther von Kluge oraz Erich von Manstein zamierzali odwlekać ofensywę pod Kurskiem tak długo, aż pierwsi zaatakują żołnierze Armii Czerwonej, a wymienieni dowódcy będą mogli prowadzić bardziej im odpowiadające działania obronne zamiast zadań ofensywnych.
Ostatecznie bitwę pod Kurskiem Model rozpoczął ze średnio 11134 żołnierzami na etacie w każdej dywizji piechoty, podczas gdy na pozycjach było ich 3290 (w Grupie Armii „Południe” odpowiednio: 17369 i 6344) – oznaczało to, że w czasie bitwy mógł on sobie pozwolić na większe straty w czołgach niż w piechocie.
7 lipca Model rozkazał wznowić atak na Ponyri. Ze strony radzieckiej kierunkiem tym dowodził Rokossowski. Atak się powiódł, lecz następnego dnia Armia Czerwona odbiła utracone pozycje. W rezultacie siedmiodniowego natarcia związki uderzeniowe 9 Armii generała Modela zdołały przełamać radziecką obronę tylko na głębokość 10-12 kilometrów i opanować obszar o powierzchni ponad 100 kilometrów kwadratowych. Za ten nieznaczny sukces zapłaciły one wysoką cenę. Na polu walki straciły ok. 42 tysięcy żołnierzy (zabitych, rannych, wziętych do niewoli) oraz ok. 500 czołgów. Tymczasem już 12 lipca Armia Czerwona przystąpiła do operacji zaczepnej ukrytej pod kryptonimem „Kutuzow”. W tej krytycznej sytuacji Model przejął tego dnia dodatkowo dowództwo 2 Armii Pancernej. Następnie dowodził w trzytygodniowej bitwie obronnej w występie orłowskim.
27 lipca, w imię „wygospodarowania” odwodów na front włoski, Hitler wydał rozkaz „o jak najszybszym opuszczeniu całego rejonu Łuku Kurskiego”. Wykonując rozkaz generał Model opracował plan wycofania wszystkich wojsk do 17 sierpnia. Po zatrzymaniu radzieckiej ofensywy nad górnym Dnieprem, pod koniec września 1943 Model poprosił Hitlera o urlop. W odpowiedzi został przeniesiony do rezerwy führera. Następne trzy miesiące spędził w Dreźnie.

### Zbrodnie wojenne na wschodzie
Od momentu ataku Niemiec na Związek Radziecki w czerwcu 1941 oddziały niemieckie dowodzone przez Modela uczestniczyły także w zbrodniczej akcji rabunku dzieci na okupowanym terytorium ZSRR i Polski pod kryptonimem „Heuaktion”.
Akcja „rabunku dzieci” została nasilona w czerwcu 1944 i realizowana głównie przez Grupę Armii „Środek”, dowodzoną od 28 czerwca 1944 do 4 sierpnia 1944 przez Walthera Modela.
„(...) Notatka: Grupa Armii „Środek” zamierza pochwycić i przewieźć do Rzeszy 40-50 000 młodzieży w wieku od 10-14 lat. Do akcji tej dała zachętę 9 Armia. Dla młodszych roczników mają być założone wsie dziecięce”
„(...) Podobna akcja jest obecnie przeprowadzana na terytorium Grupy Armii „Północna Ukraina” (feldmarszałek Model)”
„(...) Młodzież powyżej lat 17 zostaje wydzielona do oddziałów SS, poniżej 17. roku życia do oddziałów pomocniczych SS”
Od 1943 cofające się oddziały niemieckie dowodzone przez Walthera Modela stosowały na terytorium ZSRR i Polski taktykę spalonej ziemi, celowego niszczenia miast i wsi oraz infrastruktury – głównie z tego powodu Model został uznany przez Armię Czerwoną za zbrodniarza wojennego.

### Inne bitwy
W okresie od 29 stycznia do 31 marca 1944, to jest w czasie odblokowania przez Armię Czerwoną Leningradu Walther Model sprawował funkcję dowódcy Grupy Armii „Nord”. W okresie 14 stycznia – 1 marca 1944 wojska niemieckie zostały odrzucone spod miasta i zmuszone do odwrotu. Wbrew rozkazom Hitlera Model postanowił nie bronić posiadanego przedpola Leningradu, a wycofać swoje oddziały na linię Narwy, jez. Czudzkiego, jez. Pskowskiego, Noworożewa, Pustoszkę, jez. Nieswierdo.
30 marca 1944 został mianowany feldmarszałkiem (Generalfeldmarschall) i dowódcą Grupy Armii Północna Ukraina, zastępując na tym stanowisku feldmarszałka Mansteina. 28 czerwca 1944 został jednocześnie mianowany następcą feldmarszałka Buscha na stanowisku dowódcy Grupy Armii „Środek”. W tym momencie dowodził łącznie 60 dywizjami. 22 lipca otrzymał posiłki z Węgier i Włoch (w tym Dywizję „Hermann Göring”). Dodatkowo, w celu ratowania katastrofalnej sytuacji na środkowym odcinku frontu przerzucił odwody z rejonu na południe od Prypeci, osłabiając w ten sposób Grupę Armii „Nordukraine”. W późniejszym rozrachunku przyniosło to utratę zachodniej części obecnej Ukrainy i ziem południowo-wschodniej Polski, zajętych w toku operacji lwowsko-sandomierskiej (13 lipca – 29 sierpnia 1944).
W dniu 1 sierpnia 1944 na podległym Modelowi pod względem operacyjnym terenie Warszawy wybuchło powstanie. Informację o jego wybuchu feldmarszałek otrzymał w nocy z 1 na 2 sierpnia od generała Stahela. W mieście stacjonowało wówczas ok. 15 000 żołnierzy. 4 sierpnia 1944 dowodzenie nad Grupą Armii „Środek” przejął generał pułkownik Georg-Hans Reinhardt. Daty od 1 do 4 sierpnia 1944 określają zatem cezurę czasową odpowiedzialności feldmarszałka za wydarzenia w Warszawie.
W sierpniu Model został zmuszony do wycofania swoich wojsk na linię Karpat i przejścia do obrony rubieży: Krasnoilsk, Delatyn, Turka, Sanok, Krosno, zach. Dębica, Szczucin, Szydłów, Raków, północny Żagów, Zawichost do Dęblina. Wydał szereg rozkazów mających na celu ponowne zdobycie Sandomierza, co jednak się nie powiodło.

## Front zachodni
15/16 sierpnia 1944 r. Model wszedł na zajmowane przez von Klugego miejsce głównodowodzącego wojskami na froncie zachodnim (Oberbefehlshaber West, OB West). Jednocześnie od 17 sierpnia 1944 objął dowództwo Grupy Armii „B”. Tego też dnia wydał rozkaz:

Niech każdy próbuje wyjść z tej pułapki.

Rozkaz Modela zakrawał na defetyzm, jednak był on wówczas jednym z nielicznych marszałków, który miał odwagę otwarcie sprzeciwić się Hitlerowi – decyzja ta umożliwiła Grupie Armii „B” wyjście z „kotła” i nie spotkał jej taki sam los, jaki spotkał 6. Armię pod Stalingradem.
W wyniku operacji normandzkiej jego wojska poniósłszy ciężkie straty zostały zmuszone do wycofania się za Sekwanę, a następnie za dolny Ren. 
15 września 1944 około 13.00 w Oosterbeek Model osobiście był świadkiem lądowania brytyjskiej 1 Dywizji Powietrznodesantowej pod Arnhem w ramach operacji „Market-Garden”. Korzystając z jednostek znajdującego się w rejonie lądowania II Korpusu Pancernego SS Obergruppenführera Wilhelma Bittricha (9 Dywizja Pancerna SS „Hohenstaufen” – 3000 żołnierzy bez czołgów, oraz 10 Dywizja Pancerna SS „Frundsberg” – 4000 żołnierzy z batalionem Pzkpfw IV), Model po raz kolejny dowiódł swoich umiejętności improwizowania obrony, w wyniku czego zrzucony w rejonie Arnhem brytyjski desant powietrzny został zniszczony.
Jesienią 1944 Model umiejętnie dowodził obroną zachodnich rubieży Niemiec. Wprawdzie 21 października 1944 oddał Akwizgran, ale w tym samym czasie w walkach w lesie Hürtgen zadał znaczne straty aliantom. Między 6 października a 13 listopada 1944 amerykańska 9 Dywizja Piechoty w ciągu 10 dni straciła 4500 żołnierzy, posuwając się zaledwie o 3 kilometry, a 28 Dywizja Piechoty utraciła 6184 żołnierzy.
Model był sceptykiem co do szans powodzenia planowanego przez Hitlera uderzenia w Ardenach. Zamiast uderzenia na Antwerpię proponował zamknięcie kilkunastu alianckich dywizji w rejonie Akwizgranu. 23 października 1944, dowiedziawszy się o planach Hitlera, zadzwonił do Jodla i wyraził się słowami: „Może pan powiedzieć ode mnie swojemu Führerowi, że Model nie chce mieć z tym nic wspólnego”. Pomimo to Modelowi zostało powierzone dowództwo nad siłami niemieckimi w Ardenach i dzięki niemu udało się wbić niemal na 100 km od pozycji wyjściowych.
Do marca 1945 Grupa Armii „B” pod wodzą Modela prowadziła obronę terenów znajdujących się nad Renem. W nocy z 23 na 24 marca wojska amerykańskie rozpoczęły forsowanie Renu. 1 kwietnia Grupa Armii „B” została okrążona. W kotle znalazło się 18 dywizji wchodzących w skład 15 Armii, 5 Armii Pancernej, grupy armijnej „von Lüttwitz” i III Korpusu Artylerii, liczących 300 tysięcy żołnierzy. Mimo beznadziejnej sytuacji 15 kwietnia Model odrzucił amerykańskie propozycje kapitulacji. Jednocześnie kazał odesłać do domu wszystkich chłopców poniżej 18. roku życia oraz starszych członków Volkssturmu.
Walther Model, mając świadomość, iż w przypadku ujęcia może być sądzony za zbrodnie wojenne oraz chcąc uniknąć wzięcia do niewoli przez aliantów, 21 kwietnia 1945 popełnił samobójstwo w lesie nieopodal wsi Wedau, w pobliżu miejscowości Lintorf niedaleko Duisburga w Zagłębiu Ruhry. Z zamiarem tym nosił się od dłuższego czasu, wypowiadając wcześniej do córki słowa Wszyscy musimy kiedyś umrzeć.
W roku 1955 zwłoki Modela zostały ekshumowane i złożone na cmentarzu w Vossenack.

## Ocena
Ujęci w czasie II wojny światowej oficerowie Wehrmachtu chcieli uniknąć odpowiedzialności za zbrodnie wojenne, a zarazem obarczyć Hitlera winą za porażki militarne. Feldmarszałek Model – martwy i blisko związany z hitlerowskim reżimem – był wymarzonym kozłem ofiarnym, często występującym w relacjach byłych kolegów jako „chłopiec na posyłki Hitlera”. Tymczasem sam Model uważając się za „apolitycznego oficera” obojętnie odnosił się zarówno do popełnianych zbrodni (ani ich nie inicjował, ani przeciw nim nie występował), jak i działań podejmowanych przeciwko Hitlerowi (nie reagował np. na wygłaszane w swojej obecności tyrady Seppa Dietricha przeciwko Hitlerowi czy określanie przez własnego szefa sztabu Speidla dyktatora dupkiem z Berghofu). Uchodząc za wykonawcę żądań führera w istocie publicznie wydawał rozkazy, których żądał Hitler, ale po cichu je sabotował. Model obiecał np. dyktatorowi utrzymanie Paryża pod warunkiem dostarczenia kilkuset czołgów i 200 tysięcy żołnierzy. Jego podwładni nazwali te żądania naiwnymi, nie rozumiejąc, że należą one do taktyki Modela: obiecać Hitlerowi wszystko, czego chce, ale pod niemożliwymi do spełnienia warunkami.
Model był bardzo dobrym taktykiem, lepszym w obronie niż w ataku. Znakomicie potrafił ocenić, na co stać żołnierzy, a na co nie. Był szorstki w obejściu i jego metody nie zawsze akceptowano na wyższych szczeblach armii niemieckiej, ale Hitlerowi i jedno, i drugie się podobało. Model umiał sprzeciwić się Hitlerowi tak stanowczo, jak nikt inny, a nawet odmawiał wykonania rozkazów, z którymi się nie zgadzał. 19 stycznia 1942, w czasie dyskusji z Hitlerem, miał rozdrażniony wypowiedzieć słowa: „Mein Führer, kto dowodzi 9 Armią, Pan czy ja?”.
Model posiadał umiejętność szybkiego reagowania na zmieniające się sytuacje – w czasie walki doraźnie improwizował grupy bojowe, złożone z pododdziałów różnych jednostek, dokonywał też niestosowanej zwykle w Wehrmachcie centralizacji dowodzenia artylerią. Działał na własną rękę, nie oglądając się na wytyczne Hitlera i OKH ani co do działań operacyjnych, ani co do budowy (zabronionych przez Hitlera) umocnień tyłowych. Wydając rozkazy na linii frontu często nie informował o nich swojego własnego sztabu (jak np. 5/6 VII 1943 pod Kurskiem, kiedy to jego rozkazy dla armii otrzymano wszędzie poza jego własnym dowództwem), nie był więc zwykle w nim lubiany, tym bardziej, że słynął z ciętego języka. Znamienne w tym zakresie są słowa, jakie wypowiedział szef sztabu Modela Hans Krebs w odpowiedzi na telefoniczne prośby podkomendnych feldmarszałka o potwierdzenie wydawanych przez niego na linii frontu rozkazów: Jeżeli feldmarszałek wydał rozkaz, to należy go wykonać. Z drugiej jednak strony, podczas wizyt na froncie zawsze miał czas dla szeregowego żołnierza, nic dziwnego, że cieszył się dość znaczną popularnością. Żądając niemożliwego starał się motywować żołnierzy, a nie faktycznie wymagać od nich niewykonalnych rzeczy.
Zdecydowanie mniej korzystnie przedstawia się ocena dowodzenia Modela z punktu widzenia strategicznego. Dwukrotnie – po jednym razie na każdym z frontów – dowodził zgrupowaniami, w których skład wchodziły dwie grupy armii i dwukrotnie nie potrafił przeprowadzić sensownego planu strategicznego. Nie udało mu się to więc ani latem 1944, kiedy próbował stabilizować front na Białorusi oddziałami ściągniętymi z Galicji, co przyniosło w efekcie kryzys na obydwu odcinkach, ani na stanowisku OB West, gdzie okazał się niezdolny do koordynowania działań całego frontu: wolał wskoczyć w samochód i jechać na pierwszą linię. Ponadto Model swoim horyzontem obejmował wyłącznie podległe sobie odcinki frontu, nie wykazując istotnego zainteresowania losem sąsiednich zgrupowań. Odchodząc w 1944 ze stanowiska dowódcy Grupy Armii „Północ” przygotował więc zestawienie jednostek, które można przenieść na Ukrainę, po czym – wiedząc już, że dowództwo tych wojsk zostanie powierzone jemu – listę tę wydłużył z 2 do 6 dywizji. Model był zresztą świadomy swoich ograniczeń w tym aspekcie dowodzenia, skoro w początku września 1944 z ulgą przyjął propozycję oddania stanowiska Oberbefehlshaber West (dowódcy frontu zachodniego) Rundstedtowi, określając to krótko jako „dobry pomysł”.
Innym krytykowanym aspektem dowodzenia Modela było wykorzystywanie wypożyczonych z innych odcinków frontu jednostek (np. Dywizji Großdeutschland w sierpniu 1942) aż do wykrwawienia, przy jednoczesnym oszczędnym wykorzystywaniu jednostek własnych.

## Odznaczenia i wyróżnienia
- Krzyż Rycerski Krzyża Żelaznego z Liśćmi Dębu, Mieczami i Brylantami
  - Krzyż Rycerski – 9 lipca 1941
  - Liście Dębowe do Krzyża Rycerskiego – 17 lutego 1942
  - Miecze do Krzyża Rycerskiego – 2 kwietnia 1943
  - Brylanty do Krzyża Rycerskiego – 17 sierpnia 1944
- Królewski Order Rodu Hohenzollernów z Mieczami
- Krzyż Niemiecki w Złocie
- Krzyż Żelazny I Klasy (1914) z okuciem ponownego nadania (1939)
- Krzyż Żelazny II Klasy (1914) z okuciem ponownego nadania (1939)
- Złota Odznaka za Rany (1939)
- Czarna Odznaka za Rany (1918)
- Krzyż Honorowy za Wojnę 1914/1918 (dla Frontowców)
- Medal za Kampanię Zimową na Wschodzie 1941/1942
- Medal za zajęcie Sudetów z okuciem Zamku Praskiego
- Odznaka Pancerna w srebrze
- Czterokrotna pochwała (pisemna) Dowództwa Wehrmachtu
- bawarski Krzyż Zasługi Wojskowej IV klasy z mieczami
- Krzyż Zasługi Wojskowej - Meklemburgia-Schwerin
- Krzyż Zasługi Wojskowej III klasy – Austro-Węgry
- Żelazny Półksiężyc – Imperium Osmańskie